# Golina
Golina è un comune urbano-rurale polacco del distretto di Konin, nel voivodato della Grande Polonia.
Ricopre una superficie di 99,05 km² e nel 2004 contava 11 299 abitanti.